# 程宗伊 (書法家)
程宗伊（？—1942年），字学川，浙江省海盐县人。清朝进士、书法家。

## 生平
清朝光绪三十年（1904年）末科进士，选翰林院庶吉士。旋被派往日本留学，入日本法政大学，1907年毕业。归国后，光绪三十三年（1907年）十二月，进士馆游学毕业学员考列中等，授职编修。辛亥革命后回硖石。以书法聞名，尤善隶篆，字體秀逸，无馆阁气。民国年间，为南浔刘氏所聘，专心著述。有《亦勉行堂诗文集》、《春风草堂骈体文集》等。民国三十一年（1942年）卒。
程宗伊的书法作品被广泛收藏。例如周信芳所藏书画中，便有冒广生、程宗伊等人的作品。